# Вілліс Огастес Лі
Вілліс Огастес «Чінг» Лі-молодший (нар. 11 травня 1888 — пом. 25 серпня 1945) — віцеадмірал ВМС США під час Другої світової війни. Лі командував американськими кораблями під час другої ночі морської битви за Гуадалканал (14–15 листопада 1942 року) і повернув японські сили вторгнення, які прямували до острова. Перемога поклала кінець спробам Японії підсилити свої війська на Гуадалканалі, що стало переломним моментом у битві за Гуадалканал і на Тихоокеанському театрі воєнних дій Другої світової війни.
Лі також був досвідченим спортивним стрільцем і виборов сім медалей зі стрільби на Олімпійських іграх 1920 року, зокрема п'ять золотих медалей, зрівнявшись із товаришем по команді Ллойдом Спунером за найбільшою кількістю нагород, яку коли-небудь хтось отримував за одні ігри. Їхній рекорд протримався 60 років. Він став найуспішнішим спортсменом на Олімпіаді 1920 року.

## Раннє життя
Син Джаджа Вілліса Огастеса Лі та Сьюзен Арнольд, родина та друзі називали його «Моуз» Лі.
У 1904 році він вступив до Військово-морської академії США. Під час навчання в академії його прізвище, що звучить китайською, у поєднанні з його прихильністю до Далекого Сходу принесло йому чудове прізвисько «Чінг» Лі.
Після закінчення школи Лі двічі приєднувався до стрілецької команди академії. Він отримав призначення на лінкор «Айдахо», на якому служив з жовтня 1908 року по травень 1909 року, а потім повернувся до військово-морської академії та знову приєднався до стрілецької команди. З листопада 1909 року по травень 1910 року Лі служив на борту бронепалубного крейсера «Новий Орлеан», а потім перейшов на канонерський човен «Гелена». Після повернення до США Лі знову приєднався до стрілецької команди Академії втретє. У липні 1913 року Лі знову приєднався до «Айдахо», а у квітні 1914 року він перейшов на лінкор «Нью Гемпшир» для участі в окупації Веракруса.
Під час Першої світової війни Лі служив на ескадрених міноносцях «О'Браян» і «Леа».

## Олімпійські ігри 1920 року
Лі брав участь у 14 змаганнях на літніх Олімпійських іграх 1920 року в Антверпені. Він здобув 7 медалей (5 золотих, 1 срібну та 1 бронзову), усі у командних змаганнях. Його товаришами по команді на різних змаганнях були Денніс Фентон, Лоуренс Нусслайн, Артур Ротрок, Олівер Шрайвер, Морріс Фішер, Карл Осберн, Ллойд Спунер і Джозеф Джексон.
На Олімпійських іграх 1920 року Лі та Спунер отримали по 7 медалей, найбільшу кількість, яку коли-небудь хтось отримував за одні ігри. Досягти такого результату вдалося Борису Шахліну у 1960 році. Рекорд побив Олександр Дитятін на іграх 1980 року.

## Міжвоєнні роки
Наприкінці 1920-х років Лі навчався у Воєнному коледжі ВМС США та отримав звання капітана у 1936 році.
Протягом 1930-х і на початку 1940-х років Лі кілька разів відправляли до навчального відділу флоту, командував легким крейсером «Конкорд» і служив у штабі командира крейсерів лінійної групи. На початку 1942 року, після підвищення до контрадмірала, Лі став помічником начальника штабу головнокомандувача флоту США.

## Друга світова війна
Спеціалізацією Лі в житті була стрільба. У 1907 році «він став єдиним американцем, який виграв обидва Національних чемпіоната США зі стрільби з гвинтівки великої потужності та пістолета в одному й тому ж році». У 1914 році під час американської окупації Веракруса у Мексиці він привернув вогонь трьох ворожих снайперів, тим самим видавши їхні позиції, а потім розстріляв з дальньої відстані. Він розумів потужні гармати лінкора як розширення закону балістики та адаптував свій досвід до нової ери технологій. Коли адмірал Лі вступив у бій з лінкором «Кірішма» японського віцеадмірала Нобутаке Кондо ввечері 14 листопада 1942 року у водах Гуадалканалу, він став першим в історії ВМФ командиром лінкора, який вів «стрілецький бій» переважно за допомогою радіолокаційного дистанційного керування.

### Морська битва за Гуадалканал

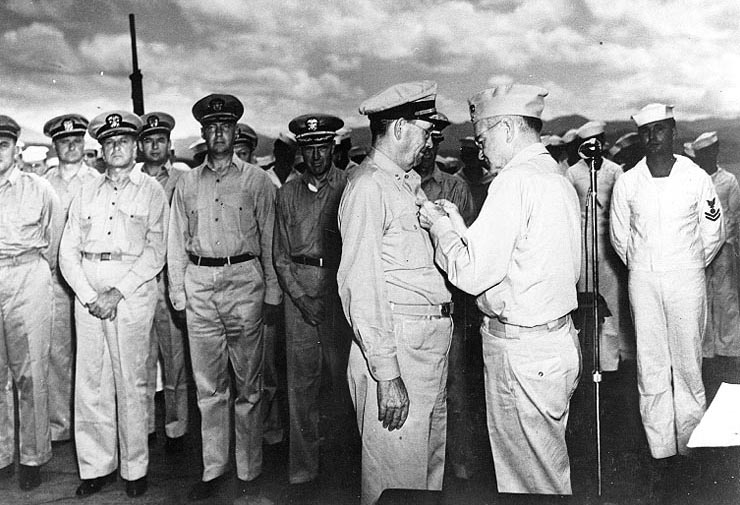
Вільям Голсі вручає Лі військово-морський хрест за його дії під час морської битви за Гуадалканал (приблизно січень 1943 року)

У серпні 1942 року контрадмірала Лі відправили в Тихий океан командувати шостою дивізією лінкорів, яка складалася з лінкорів «Вашингтон» і «Північна Дакота». Під своїм прапором на «Вашингтоні» Лі вступив у бій з надводним флотом Імператорського флоту Японії під командуванням віцеадмірала Кондо під час другої ночі морського бою за Гуадалканал, у ніч з 14 на 15 листопада 1942 року. Перебуваючи на лінкорі «Вашингтон», який служив йому флагманом під час цього морського бою, лінкор Лі рішуче обстріляв лінкор «Кірішма», який зазнав значних пошкоджень, внаслідок чого він невдовзі затонув. На борту перебували 300 імперських моряків, лінкорн просковзнув в Айронботтом-Саунд, залишивши флагман адмірала Лі «Вашингтон» єдиним американським лінкором під час Другої світової війни, який потопив ворожий лінкор у перестрілці «віч-на-віч».
Лі, який «знав про радари більше, ніж оператори радарів», використовував радар SG, встановлений на борту «Вашингтона», щоб вправно маневрувати своїми кораблями вночі.
Вілліс Лі отримав багато почестей. "Сміливе планування та виконання" характеризували його операції, - прокоментував Гелсі... Лі ніколи не дозволяв дії перерости в морську бійку, бо він створював здійснимий план і дотримувася його навіть після того, як усі кораблі оперативної групи, окрім "Вашингтона" затопили. Лі ніколи не був більш різким, ніж в оцінці власного успіху: "Ми тоді зрозуміли та це не потрібно забувати зараз, що майже вся наша перевага була зумовлена володінням радаром". Звичайно у нас немає переваги перед японцями в досвіді, майстерності, підготовці чи продуктивності персоналу."— Річард Франк, 

### Після Гуадалканалу
За свої дії в битві Лі нагородили Військово-морським хрестом, його підвищили до віцеадмірала у 1944 році та призначили командиром швидких лінкорів Тихоокеанського флоту.
У травні 1945 року його відправили в Атлантику командувати спеціальним підрозділом Зведеною оперативною групою Атлантичного флоту США, який досліджував захист від загрози японських літаків-камікадзе. Під час служби на цій посаді 25 серпня 1945 року віцеадмірал Вілліс А. Лі раптово помер від серцевого нападу через десять днів після капітуляції Японії. Він впав і загинув на моторному катері, який переправляв його до флагмана, навчального стрілецького корабля «Вайомінг» у гавані Портленда, штат Мен. Лі поховали на Арлінгтонському національному цвинтарі.

## Сім'я
Вілліс Лі-молодший — далекий родич генерала Конфедерації Роберта Едварда Лі та третього генерального прокурора США Чарльза Лі. 14 липня 1919 року він побрався з Мейбелл Аллен Елспет (1894—1949). У них не було дітей. Батько Вілліса, суддя Вілліс Огастес Лі-старший, був одним із чотирнадцяти дітей Натаніеля Вайлі Лі (він же Нат Лі, засновник Natlee) та Френсіс Ебботт з округу Оуен, штат Кентуккі. Перебуваючи на Тихоокеанському театрі, Лі неофіційно усиновив двох корейських дітей у В'єтнамі на прохання їхніх сімей відвезти їх до США.
Його прадіди були ранніми поселенцями з Кентуккі, Джозеф Р. Лі та Мері Вайлі. Його дід Натаніель В. Лі керував винокурнею в однойменному селі Натлі. У 1893 році віскі Nat Lee Sour Mash представили на Всесвітній виставці в Чикаго, де він отримав золоту медаль серед 5000 інших заявок.

## Тезки
Ескадрений міноносець типу «Мітчер» «Вілліс О. Лі» перейменували перед введенням в експлуатацію на його честь.

## Нагороди та відзнаки
Нижче показана стрічка віцеадмірала Вілліса Огастеса Лі:
| Gold star |  |                                                       |
|           |  | Bronze star                                           |
|           |  | Bronze star · Bronze star · Bronze star · Bronze star |
|           |  | Bronze star · Bronze star                             |

| 1-й ряд | Військово-морський хрест                | Військово-морський хрест                | Військово-морський хрест                | Військово-морський хрест                    | Військово-морський хрест                    | Медаль «За видатні заслуги» ВМС США з Золотою зіркою повторного нагородження | Медаль «За видатні заслуги» ВМС США з Золотою зіркою повторного нагородження            | Медаль «За видатні заслуги» ВМС США з Золотою зіркою повторного нагородження            | Медаль «За видатні заслуги» ВМС США з Золотою зіркою повторного нагородження            | Медаль «За видатні заслуги» ВМС США з Золотою зіркою повторного нагородження | Медаль «За видатні заслуги» ВМС США з Золотою зіркою повторного нагородження | Медаль «За видатні заслуги» ВМС США з Золотою зіркою повторного нагородження | Медаль «За видатні заслуги» ВМС США з Золотою зіркою повторного нагородження |
| 2-й ряд | Легіон заслуг                           | Легіон заслуг                           | Легіон заслуг                           | Мексиканська медаль за службу               | Мексиканська медаль за службу               | Мексиканська медаль за службу                                                | Медаль Перемоги у Першій світовій війні з пряжкою «Destroyer».                          | Медаль Перемоги у Першій світовій війні з пряжкою «Destroyer».                          | Медаль Перемоги у Першій світовій війні з пряжкою «Destroyer».                          |                                                                              |                                                                              |                                                                              |                                                                              |
| 3-й ряд | Пам'ятна медаль оборони Америки         | Пам'ятна медаль оборони Америки         | Пам'ятна медаль оборони Америки         | Медаль «За Американську кампанію»           | Медаль «За Американську кампанію»           | Медаль «За Американську кампанію»                                            | Медаль Азійської-тихоокеанської кампанії з п'ятьма бойовими зірками розміром 3/16 дюйма | Медаль Азійської-тихоокеанської кампанії з п'ятьма бойовими зірками розміром 3/16 дюйма | Медаль Азійської-тихоокеанської кампанії з п'ятьма бойовими зірками розміром 3/16 дюйма |                                                                              |                                                                              |                                                                              |                                                                              |
| 4-й ряд | Медаль Перемоги у Другій світовій війні | Медаль Перемоги у Другій світовій війні | Медаль Перемоги у Другій світовій війні | Орден «Хмари та Прапора» (Республіка Китай) | Орден «Хмари та Прапора» (Республіка Китай) | Орден «Хмари та Прапора» (Республіка Китай)                                  | Медаль «За визволення Філіппін» з двома зірками (Республіка Філіппіни)                  | Медаль «За визволення Філіппін» з двома зірками (Республіка Філіппіни)                  | Медаль «За визволення Філіппін» з двома зірками (Республіка Філіппіни)                  |                                                                              |                                                                              |                                                                              |                                                                              |